# Список наград и номинаций сериала «Фарго»
По итогам показов двух сезонов сериал «Фарго» участвовал в 133 номинациях на различные телевизионные премии и завоевал 32 награды. Американский институт киноискусства дважды включал сериал в свою десятку лучших телевизионных программ в 2014 и 2015 году. Ассоциация телевизионных журналистов наградила «Фарго» премией «Выбор телевизионных критиков» в категории лучший мини-сериал в 2014 и 2016 году. Оба сезона также заслужили Премию Гильдии продюсеров США.
Первый сезон «Фарго» был отмечен премией «Эмми» как лучший мини-сериал. Колин Бакси был награждён за лучшую режиссуру мини-сериала. Третья статуэтка «Эмми» досталась сериалу за подбор актёров. Вслед за премией «Эмми» первый сезон получил «Золотой глобус» как лучший мини-сериал, а Билли Боб Торнтон был награждён премией «Золотой глобус» за лучшую мужскую роль. За исполнение главной роли Торнтон также получил премию «Выбор телевизионных критиков». Эллисон Толман была отмечена Ассоциацией телевизионных журналистов как лучшая актриса второго плана. На счету первого сезона также имеются премия Пибоди, награда Королевского телевизионного общества и технические премии за музыку, грим, подбор актёров, аудиомонтаж.
На предстоящей 68-й церемонии вручения премии «Эмми» второй сезон «Фарго» занимает третье место по числу номинаций, претендуя на награду в 18 категориях. Гильдия сценаристов США наградила авторов второго сезона за лучший адаптированный сценарий. Ассоциация телевизионных журналистов наградила Кирстен Данст премией «Выбор телевизионных критиков», как лучшую актрису в мини-сериале, а за роли второго плана получили награды Джесси Племонс и Джин Смарт.

## Премия «Эмми»
Прайм-таймовая премия «Эмми» — главная американская награда в области телевидения, ежегодно вручаемая Американской телевизионной академией. Первая церемония вручения состоялась в 1949 году и первоначально называлась просто «Премия Эмми», вплоть до 1972 года пока не была создана Дневная премия «Эмми». «Эмми» считается телевизионным эквивалентом «Оскара» (для кино), премии «Грэмми» (для музыки) и премии «Тони» (для театра).
Награды «Эмми» представляют разные сектора индустрии американского телевидения и церемонии вручения наград проводятся ежегодно, но в разные месяцы каждая в своей области. Наиболее известными, освещаемыми в прессе и престижными являются Прайм-тайм премия «Эмми» и Дневная премия «Эмми», отмечающие лучшие работы в прайм-тайм и дневном эфирах соответственно. Творческая церемония «Эмми» проводится за неделю до вручения прайм-таймовой премии «Эмми». На церемонии награждаются лучшие режиссёры, костюмеры, гримёры, звукорежиссёры, операторы и другие технические телевизионные специалисты.

### Прайм-таймовая премия «Эмми»
| Год  | Категория                                                         | Номинант(ы)                                    | Результат |
| ---- | ----------------------------------------------------------------- | ---------------------------------------------- | --------- |
| 2014 | Лучший мини-сериал                                                | «Фарго»                                        | Победа    |
| 2014 | Лучшая мужская роль в мини-сериале или фильме                     | Мартин Фриман                                  | Номинация |
| 2014 | Лучшая мужская роль в мини-сериале или фильме                     | Билли Боб Торнтон                              | Номинация |
| 2014 | Лучшая мужская роль второго плана в мини-сериале или фильме       | Колин Хэнкс                                    | Номинация |
| 2014 | Лучшая женская роль второго плана в мини-сериале или фильме       | Эллисон Толман                                 | Номинация |
| 2014 | Лучшая режиссура мини-сериала, фильма или драматической программы | Адам Бернштейн (за эпизод «Дилемма крокодила») | Номинация |
| 2014 | Лучшая режиссура мини-сериала, фильма или драматической программы | Колин Бакси (за эпизод «Буриданов осёл»)       | Победа    |
| 2014 | Лучший сценарий мини-сериала, фильма или драматической программы  | Ноа Хоули (за эпизод «Дилемма крокодила»)      | Номинация |
| 2016 | Лучший мини-сериал                                                | «Фарго»                                        | Ожидается |
| 2016 | Лучшая женская роль в мини-сериале или фильме                     | Кирстен Данст                                  | Ожидается |
| 2016 | Лучшая мужская роль второго плана в мини-сериале или фильме       | Джесси Племонс                                 | Ожидается |
| 2016 | Лучшая мужская роль второго плана в мини-сериале или фильме       | Букем Вудбайн                                  | Ожидается |
| 2016 | Лучшая женская роль второго плана в мини-сериале или фильме       | Джин Смарт                                     | Ожидается |
| 2016 | Лучшая режиссура мини-сериала, фильма или драматической программы | Ноа Хоули (за эпизод «Перед законом»)          | Ожидается |
| 2016 | Лучший сценарий мини-сериала, фильма или драматической программы  | Боб Делорентис (за эпизод «Лоплоп»)            | Ожидается |
| 2016 | Лучший сценарий мини-сериала, фильма или драматической программы  | Ноа Хоули (за эпизод «Палиндром»)              | Ожидается |

### Творческая церемония «Эмми»
| Год  | Категория                                                                            | Номинант(ы) | Результат |
| ---- | ------------------------------------------------------------------------------------ | --- | --------- |
| 2014 | Лучший кастинг в мини-сериале или фильме                                             | Рэйчел Теннер, Джеки Линд, и Стефани Горин | Победа    |
| 2014 | Лучшая операторская работа в мини-сериале или фильме                                 | Дана Гонсалес (за эпизод «Буриданов осёл») | Номинация |
| 2014 | Лучшая операторская работа в мини-сериале или фильме                                 | Мэтт Ллойд (за эпизод «Дилемма крокодила») | Номинация |
| 2014 | Лучший монтаж в мини-сериале или фильме                                              | Режис Кимбл (за эпизод «Буриданов осёл») | Номинация |
| 2014 | Лучший монтаж в мини-сериале или фильме                                              | Скип Макдональд (за эпизод «Дилемма крокодила») | Номинация |
| 2014 | Лучший монтаж в мини-сериале или фильме                                              | Бриджет Дернфорд (за эпизод «Принц-петух») | Номинация |
| 2014 | Лучший грим в мини-сериале или фильме                                                | Гэйл Кеннеди, Джоанн Прис, Гюнтер Шеттерер, Кит Сэйер | Номинация |
| 2014 | Лучший оригинальный саундтрек в мини-сериале или фильме                              | Джефф Руссо (за эпизод «Дилемма крокодила») | Номинация |
| 2014 | Лучший монтаж звука в мини-сериале или фильме                                        | Франк Ларатта, Кевин Бухгольц, Джон Пеккатиелло, Скай Левин, Джейсон Лоуренс, Брент Планиден, Адам Декостер, Эндрю Моргадо (за эпизод «Дилемма крокодила») | Номинация |
| 2014 | Лучшее сведение звука в мини-сериале или фильме                                      | Майк Плайфаир, Дэвид Рейнс, Марк Сервер, Крис Филп (за эпизод «Дилемма крокодила»)                                                                         | Номинация |
| 2016 | Лучший кастинг в мини-сериале или фильме                                             | Рэйчел Теннер, Джеки Линд, и Стефани Горин | Ожидается |
| 2016 | Лучшая операторская работа в мини-сериале или фильме                                 | Дана Гонсалес (за эпизод «В ожидании неприятностей») | Ожидается |
| 2016 | Лучший монтаж в мини-сериале или фильме                                              | Скип Макдональд (за эпизод «В ожидании неприятностей») | Ожидается |
| 2016 | Лучший монтаж в мини-сериале или фильме                                              | Кертис Турбер и Скип Макдональд (за эпизод «Это ты сделал? Нет, ты!»)                                                                                      | Ожидается |
| 2016 | Лучший грим в мини-сериале или фильме                                                | Гэйл Кеннеди, Джоанн Прис, Гюнтер Шеттерер, Даниэль Хэнсон                                                                                                 | Ожидается |
| 2016 | Лучший оригинальный саундтрек в мини-сериале или фильме                              | Джефф Руссо (за эпизод «Лоплоп») | Ожидается |
| 2016 | Лучшая работа художника-постановщика в историческом сериале, мини-сериале или фильме | Уоррен А. Янг, Элизабет Уильямс, Ширли Ингет (за эпизод «В ожидании неприятностей»)                                                                        | Ожидается |
| 2016 | Лучший дизайн причесок в мини-сериале или фильме                                     | Крис Глимсдейл, Джуди Дурбач, Пенни Томпсон, Синди Фергюсон, Трейси Мюррей                                                                                 | Ожидается |
| 2016 | Лучший монтаж звука в мини-сериале или фильме                                        | Курт Н. Форшагер, Джо Брацциале, Роберт Бертола, Пол Шиката, Марк Бенси, Джон Эллиот (за эпизод «Замок»)                                                   | Ожидается |
| 2016 | Лучшее сведение звука в мини-сериале или фильме                                      | Мартин Ли, Кирк Линдс, Майк Плайфаир (за эпизод «Дары волхвов»)                                                                                            | Ожидается |

## Премия «Золотой глобус»
«Золотой глобус» — американская премия, присуждаемая Голливудской ассоциацией иностранной прессы с 1944 года за кинофильмы и телевизионные картины. Вручается каждый год в январе по результатам голосования примерно 90 международных журналистов, живущих в Голливуде.
| Год  | Категория                                                       | Номинант(ы)       | Результат |
| ---- | --------------------------------------------------------------- | ----------------- | --------- |
| 2015 | Лучший мини-сериал или телефильм                                | «Фарго»           | Победа    |
| 2015 | Лучшая мужская роль в мини-сериале или телефильме               | Мартин Фриман     | Номинация |
| 2015 | Лучшая мужская роль в мини-сериале или телефильме               | Билли Боб Торнтон | Победа    |
| 2015 | Лучшая женская роль в мини-сериале или телефильме               | Эллисон Толман    | Номинация |
| 2015 | Лучшая мужская роль второго плана в мини-сериале или телефильме | Колин Хэнкс       | Номинация |
| 2016 | Лучший мини-сериал или телефильм                                | «Фарго»           | Номинация |
| 2016 | Лучшая мужская роль в мини-сериале или телефильме               | Патрик Уилсон     | Номинация |
| 2016 | Лучшая женская роль в мини-сериале или телефильме               | Кирстен Данст     | Номинация |

## Выбор телевизионных критиков
Основанная в 2011 году американская премия «Выбор телевизионных критиков» вручается ежегодно Ассоциацией телевизионных журналистов.
| Год  | Категория                                              | Номинант(ы)       | Результат |
| ---- | ------------------------------------------------------ | ----------------- | --------- |
| 2014 | Лучший мини-сериал                                     | «Фарго»           | Победа    |
| 2014 | Лучший актёр в фильме или мини-сериале                 | Мартин Фриман     | Номинация |
| 2014 | Лучший актёр в фильме или мини-сериале                 | Билли Боб Торнтон | Победа    |
| 2014 | Лучший актёр второго плана в фильме или мини-сериале   | Колин Хэнкс       | Номинация |
| 2014 | Лучшая актриса второго плана в фильме или мини-сериале | Эллисон Толман    | Победа    |
| 2016 | Лучший мини-сериал                                     | «Фарго»           | Победа    |
| 2016 | Лучший актёр в фильме или мини-сериале                 | Патрик Уилсон     | Номинация |
| 2016 | Лучшая актриса в фильме или мини-сериале               | Кирстен Данст     | Победа    |
| 2016 | Лучший актёр второго плана в фильме или мини-сериале   | Ник Офферман      | Номинация |
| 2016 | Лучший актёр второго плана в фильме или мини-сериале   | Джесси Племонс    | Победа    |
| 2016 | Лучший актёр второго плана в фильме или мини-сериале   | Букем Вудбайн     | Номинация |
| 2016 | Лучшая актриса второго плана в фильме или мини-сериале | Кристин Милиоти   | Номинация |
| 2016 | Лучшая актриса второго плана в фильме или мини-сериале | Джин Смарт        | Победа    |

## Премия Американской ассоциации звукорежиссёров
Премия Американской ассоциации звукорежиссёров (CAS Awards), была учреждена в 1964 году и присуждается за выдающиеся достижения в сфере сведения звука в кино и на телевидении.
| Год  | Категория                                                          | Номинант(ы) | Результат |
| ---- | ------------------------------------------------------------------ | --- | --------- |
| 2015 | Выдающиеся достижения в сведении звука — Телефильм или мини-сериал | Майкл Плайфаир, CAS (звукорежиссёр), Дэвид Рейнс, CAS (звукорежиссёр перезаписи), Марк Сервер (звукорежиссёр перезаписи), Эндрю Моргадо (ADR mixer) (за эпизод «Принц-петух») | Номинация |
| 2016 | Выдающиеся достижения в сведении звука — Телефильм или мини-сериал | Майкл Плайфаир, CAS (звукорежиссёр), Кирк Линдс (звукорежиссёр перезаписи), Мартин Ли (звукорежиссёр перезаписи) (за эпизод «Дары волхвов»)                                   | Победа    |

## Премия Американской ассоциации монтажёров
Премия Американской ассоциации монтажёров, также известная как премия «Эдди» — ежегодная американская награда за выдающиеся достижения в области монтажа кино и телевидения. Учреждена в 1962 году Американской ассоциацией монтажёров.
| Год  | Категория                                                    | Номинант(ы)                                                                | Результат |
| ---- | ------------------------------------------------------------ | -------------------------------------------------------------------------- | --------- |
| 2015 | Лучший монтаж мини-сериала или телефильма                    | Режис Кимбл (за эпизод «Буриданов осёл»)                                   | Номинация |
| 2016 | Лучший монтаж часового сериала для коммерческого телевидения | Скип Макдональд, ACE и Кертис Турбер (за эпизод «Это ты сделал? Нет, ты!») | Номинация |

## Премия Американской гильдии гримёров
Американская гильдия гримёров вручает награды за лучший грим и прически в кино и телепостановках.
| Год  | Категория                                                  | Номинант(ы)                                    | Результат |
| ---- | ---------------------------------------------------------- | ---------------------------------------------- | --------- |
| 2015 | Лучший грим в современном мини-сериале или телефильме      | Гейл Кеннеди, Джоанн Прис                      | Победа    |
| 2015 | Лучший грим в историческом мини-сериале или телефильме     | Крис Глимсдейл, Кит Сэйер                      | Номинация |
| 2015 | Лучшие спецэффекты в гриме для мини-сериала или телефильма | Гейл Кеннеди, Дэвид Трейнор, Гюнтер Шеттерер   | Номинация |
| 2015 | Лучшие прически в современном мини-сериале или телефильме  | Гейл Кеннеди, Джоанн Прис                      | Номинация |
| 2016 | Лучший грим в историческом мини-сериале или телефильме     | Гейл Кеннеди, Джоанн Прис, Гюнтер Шеттерер     | Номинация |
| 2016 | Лучшие спецэффекты в гриме для мини-сериала или телефильма | Гейл Кеннеди, Дэйв Трейнор, Тиа-Кристина Скотт | Номинация |

## Премия Американского института киноискусства
Американский институт киноискусства, начиная с 2000 года, составляет список 10 лучших фильмов и телесериалов по итогам года и отмечает их своей премией.
| Год  | Категория                        | Номинант(ы) | Результат |
| ---- | -------------------------------- | ----------- | --------- |
| 2014 | 10 лучших телевизионных программ | «Фарго»     | Победа    |
| 2015 | 10 лучших телевизионных программ | «Фарго»     | Победа    |

## Премия Американского общества композиторов, авторов и издателей
Американское общество композиторов, авторов и издателей ежегодно присуждает свою награду в 7 категориях, в частности за музыку к фильмам и телесериалам.
| Год  | Категория         | Номинант(ы) | Результат |
| ---- | ----------------- | ----------- | --------- |
| 2015 | Лучший телесериал | Джефф Руссо | Победа    |

## Премия Американского общества специалистов по кастингу
С октября 1985 года, Американское общество специалистов по кастингу присуждает награду Artios Awards за лучший подбор актерских ансамблей в фильмах, театральных постановках и на телевидении.
| Год  | Категория                 | Номинант(ы)                                                                                               | Результат |
| ---- | ------------------------- | --- | --------- |
| 2015 | Телефильм или мини-сериал | Рэйчел Теннер, Джеки Линд (выбор места съемок), Стефани Горин (выбор места съемок), Шарлин Ли (associate) | Победа    |

## Премия Ассоциации телевизионных критиков
Премия Ассоциации телевизионных критиков — ежегодная американская премия за выдающиеся достижения в области телевидения. Награда учреждена в 1984 году Ассоциацией телевизионных критиков.
| Год  | Категория                                               | Номинант(ы) | Результат |
| ---- | ------------------------------------------------------- | ----------- | --------- |
| 2014 | Лучшая новая программа                                  | «Фарго»     | Номинация |
| 2014 | Выдающиеся достижения в кино, сериале и специальном шоу | «Фарго»     | Номинация |
| 2016 | Программа года                                          | «Фарго»     | Ожидается |
| 2016 | Выдающиеся достижения в кино, сериале и специальном шоу | «Фарго»     | Ожидается |

## Премия Гильдии киноактёров США
Премия Гильдии киноактёров США — американская кинопремия, присуждается Гильдией киноактёров США с 1995 года за кинофильмы и телевизионные сериалы. Премия является одной из самых престижных в мире киноиндустрии.
| Год  | Категория                                         | Номинант(ы)       | Результат |
| ---- | ------------------------------------------------- | ----------------- | --------- |
| 2015 | Лучшая мужская роль в телефильме или мини-сериале | Билли Боб Торнтон | Номинация |

## Премия Гильдии продюсеров США
Премия Гильдии продюсеров США — ежегодная награда, вручаемая за выдающиеся достижения в кинематографе и телевидении Гильдией продюсеров Америки начиная с 1990 года.
| Год  | Категория                                   | Номинант(ы) | Результат |
| ---- | ------------------------------------------- | --- | --------- |
| 2015 | Лучший продюсер мини-сериала или телефильма | Адам Бернштейн, Джон Кэмерон, Итан Коэн, Джоэл Коэн, Майкл Фрислев, Ноа Хоули, Уоррен Литтлфилд, Чад Оукс, Ким Тодд | Победа    |
| 2016 | Лучший продюсер мини-сериала или телефильма | Ноа Хоули, Джон Кэмерон, Итан Коэн, Джоэл Коэн, Уоррен Литтлфилд, Ким Тодд                                          | Победа    |

## Премия Гильдии сценаристов США
Премия Гильдии сценаристов США — ежегодная награда, вручаемая за выдающиеся достижения в кинематографе, телевидении и радио Гильдией сценаристов Америки начиная с 1949 года.
| Год  | Категория                                                  | Номинант(ы)                                                       | Результат |
| ---- | ---------------------------------------------------------- | ----------------------------------------------------------------- | --------- |
| 2016 | Лучший адаптированный сценарий мини-сериала или телефильма | Стив Блэкман, Боб Делорентис, Ноа Хоули, Бен Недиви, Мэтт Вулперт | Победа    |

## Премия Гильдии художников-постановщиков США
Гильдия художников-постановщиков США ежегодно присуждает свою награду художникам-постановщикам за дизайнерское оформление голливудских картин и популярных сериалов.
| Год  | Категория                 | Номинант(ы)                  | Результат |
| ---- | ------------------------- | ---------------------------- | --------- |
| 2015 | Телефильм или мини-сериал | Джон Блэки и Уоррен Алан Янг | Номинация |
| 2016 | Телефильм или мини-сериал | Уоррен Алан Янг              | Номинация |

## Премия «Империя»
Премия «Империя» — британская кинопремия, присуждаемая английским изданием о кинематографе Empire, начиная с 1996 года. Победители определяются путём проведения голосования среди читателей журнала.
| Год  | Категория         | Номинант(ы) | Результат |
| ---- | ----------------- | ----------- | --------- |
| 2016 | Лучший телесериал | «Фарго»     | Номинация |

## Премия Королевского телевизионного общества
Королевское телевизионное общество — ведущий британский форум в сфере телевидения и связанных с ним СМИ, а также старейшее телевизионное общество в мире. Ежегодно проводит церемонии вручения шести национальных наград.
| Год  | Категория                       | Номинант(ы) | Результат |
| ---- | ------------------------------- | ----------- | --------- |
| 2015 | Лучший международный телесериал | «Фарго»     | Победа    |

## Премия Международной ассоциации критиков киномузыки
Ежегодно Международная ассоциация критиков киномузыки присуждает свои премии композиторам, пишущим музыку для кино и телевидения.
| Год  | Категория                                  | Номинант(ы) | Результат |
| ---- | ------------------------------------------ | ----------- | --------- |
| 2015 | Лучшая оригинальная музыка для телесериала | Джефф Руссо | Номинация |
| 2016 | Лучшая оригинальная музыка для телесериала | Джефф Руссо | Номинация |

## Премия Международной гильдии менеджеров по локациям
Учреждённая в 2003 году Международная гильдия менеджеров по локациям ежегодно вручает награды за достижения в подборе мест съёмок.
| Год  | Категория                    | Номинант(ы)              | Результат |
| ---- | ---------------------------- | ------------------------ | --------- |
| 2016 | Лучшие локации в телесериале | Мэтт Палмер и Роб Хилтон | Номинация |

## Премия «Образ женщины в обществе»
Премия «Образ женщины в обществе» присуждается за формирование позитивного общественного мнения о ценности женщин и продвижения гендерного равенства.
| Год  | Категория                             | Номинант(ы)    | Результат |
| ---- | ------------------------------------- | -------------- | --------- |
| 2014 | Телефильм или мини-сериал             | «Фарго»        | Номинация |
| 2014 | Актриса в телефильме или мини-сериале | Эллисон Толман | Номинация |

## Премия Организации аудиомонтажёров кино
Ежегодно, начиная с 1954 года, Организация аудиомонтажёров кино проводит церемонию вручения кинопремии Golden Reel Awards за достижения в области работы над звуком для кино и телевидения.
| Год  | Категория                                   | Номинант(ы) | Результат |
| ---- | ------------------------------------------- | --- | --------- |
| 2015 | Музыка в телевизионной серии                | Скай Левин, MPSE (музыкальный редактор) (за эпизод «Дилемма крокодила») | Победа    |
| 2015 | Аудиоэффекты или шумы в телевизионной серии | Фрэнк Ларатта (звукорежиссёр), Кевин Бухгольц (звукорежиссёр), Джон Пеккатиелло (звукорежиссёр), Эндрю Моргадо (шумовик), Адам Декостер (шумовик) (за эпизод «Буриданов осёл») | Номинация |
| 2016 | Аудиоэффекты или шумы в телевизионной серии | Ник Форшагер | Номинация |

## Премия Пибоди
Премия Пибоди — ежегодная международная награда за выдающийся вклад в области радиовещания и телевидения. Отмечает достижения в области вещательной журналистики, создания документальных фильмов, образовательных, развлекательных и детских программ. Впервые была вручена в 1941 году и является одной из старейших премий в масс-медиа.
| Год  | Категория     | Номинант(ы) | Результат |
| ---- | ------------- | ----------- | --------- |
| 2015 | Премия Пибоди | «Фарго»     | Победа    |

## Премия «Сатурн»
Премия «Сатурн» — американская награда, вручаемая Академией научной фантастики, фэнтези и фильмов ужасов, начиная с 1972 года по результатам голосования членов Академии.
| Год  | Категория                                 | Номинант(ы)   | Результат |
| ---- | ----------------------------------------- | ------------- | --------- |
| 2016 | Лучший телевизионный триллер              | «Фарго»       | Номинация |
| 2016 | Лучший актёр второго плана на телевидении | Патрик Уилсон | Номинация |

## Премия «Спутник»
Премия «Спутник» — ежегодная награда, присуждаемая Международной академией прессы. Премия была основана в 1996 году в качестве альтернативы «Золотому глобусу».
| Год  | Категория                                                           | Номинант(ы)       | Результат |
| ---- | ------------------------------------------------------------------- | ----------------- | --------- |
| 2015 | Лучший драматический телесериал                                     | «Фарго»           | Номинация |
| 2015 | Лучший актёр в драматическом телесериале                            | Мартин Фриман     | Номинация |
| 2015 | Лучший актёр в драматическом телесериале                            | Билли Боб Торнтон | Номинация |
| 2015 | Лучшая актриса второго плана в сериале, мини-сериале или телефильме | Эллисон Толман    | Номинация |
| 2016 | Лучший драматический телесериал                                     | «Фарго»           | Номинация |
| 2016 | Лучшая актриса в драматическом телесериале                          | Кирстен Данст     | Номинация |

## Премия фестиваля «Камеримидж»
«Камеримидж» — крупнейший международный кинофестиваль, посвященный мастерству кинооператоров. Мероприятие проходит в Польше. Главной наградой фестиваля является «Золотая лягушка».
| Год  | Категория              | Номинант(ы)                                   | Результат |
| ---- | ---------------------- | --------------------------------------------- | --------- |
| 2015 | Лучший пилотный эпизод | Мэттью Дж. Ллойд (эпизод «Дилемма крокодила») | Номинация |

## Премия Banff Rockie Awards
На Международном медиафестивале в Банфе ежегодно проходит конкурс программ, по итогам которого вручается премия Banff Rockie Awards.
| Год  | Категория           | Номинант(ы) | Результат |
| ---- | ------------------- | ----------- | --------- |
| 2015 | Телевизионная драма | «Фарго»     | Номинация |

## Премия Black Reel Awards
Black Reel Awards — ежегодная премия, учреждённая в 2000 году. Присуждается чернокожим деятелям кинематографа и телевидения.
| Год  | Категория                                                | Номинант(ы)   | Результат |
| ---- | -------------------------------------------------------- | ------------- | --------- |
| 2016 | Лучший актёр второго плана в телефильме или мини-сериале | Букем Вудбайн | Победа    |

## Премия Crime Thriller Awards
Британская премия Crime Thriller Awards присуждается начиная с 2008 года за лучшие работы в жанре криминального триллера в области литературы, кино и телевидения.
| Год  | Категория                       | Номинант(ы)       | Результат |
| ---- | ------------------------------- | ----------------- | --------- |
| 2014 | Лучший международный телесериал | «Фарго»           | Номинация |
| 2014 | Лучший актёр                    | Мартин Фриман     | Номинация |
| 2014 | Лучший актёр второго плана      | Билли Боб Торнтон | Номинация |

## Премия Dorian Awards
Премия Dorian Awards была учреждена в 2008 году и присуждается ежегодно Ассоциацией критиков нетрадиционной сексуальной ориентации.
| Год  | Категория                | Номинант(ы) | Результат |
| ---- | ------------------------ | ----------- | --------- |
| 2015 | Телевизионная драма года | «Фарго»     | Номинация |
| 2016 | Телевизионная драма года | «Фарго»     | Победа    |

## Премия Gold Derby TV Awards
Премия Gold Derby TV Awards присуждается ежегодно по итогам голосования среди пользователей, редакторов и экспертов сайта Gold Derby.
| Год  | Категория                                                  | Номинант(ы)       | Результат |
| ---- | ---------------------------------------------------------- | ----------------- | --------- |
| 2014 | Лучший телефильм или мини-сериал                           | «Фарго»           | Победа    |
| 2014 | Лучший актёр в телефильме или мини-сериале                 | Билли Боб Торнтон | Номинация |
| 2014 | Лучший актёр в телефильме или мини-сериале                 | Мартин Фриман     | Номинация |
| 2014 | Актёр года                                                 | Мартин Фриман     | Номинация |
| 2014 | Лучший актёр второго плана в телефильме или мини-сериале   | Колин Хэнкс       | Номинация |
| 2014 | Лучший актёр второго плана в телефильме или мини-сериале   | Боб Оденкёрк      | Номинация |
| 2014 | Лучшая актриса второго плана в телефильме или мини-сериале | Эллисон Толман    | Победа    |
| 2014 | Актёрский прорыв года                                      | Эллисон Толман    | Победа    |

## Премия Joey Awards
Канадская премия Joey Awards присуждается молодым актёрам за их трудолюбие и преданность актёрскому ремеслу.
| Год  | Категория                                                                    | Номинант(ы)    | Результат |
| ---- | ---------------------------------------------------------------------------- | -------------- | --------- |
| 2014 | Молодой актёр второго плана в возрасте до 12 лет в драматическом телесериале | Спенсер Древер | Победа    |

## Премия Online Film & TV Association Awards
Награда Online Film & TV Association Awards присуждается фильмам и телесериалам, начиная с 1996 года.
| Год  | Категория                                              | Номинант(ы)       | Результат |
| ---- | ------------------------------------------------------ | ----------------- | --------- |
| 2014 | Лучший актёр в фильме или мини-сериале                 | Мартин Фриман     | Номинация |
| 2014 | Лучший актёр в фильме или мини-сериале                 | Билли Боб Торнтон | Номинация |
| 2014 | Лучший актёр второго плана в фильме или мини-сериале   | Колин Хэнкс       | Номинация |
| 2014 | Лучшая актриса второго плана в фильме или мини-сериале | Эллисон Толман    | Номинация |
| 2014 | Лучший мини-сериал                                     | «Фарго»           | Победа    |
| 2014 | Лучший актёрский ансамбль в фильме или мини-сериале    | «Фарго»           | Номинация |
| 2014 | Лучшая режиссура в фильме или мини-сериале             | «Фарго»           | Номинация |
| 2014 | Лучший сценарий в фильме или мини-сериале              | «Фарго»           | Номинация |
| 2014 | Лучшая музыка                                          | «Фарго»           | Номинация |
| 2014 | Лучший монтаж                                          | «Фарго»           | Номинация |
| 2014 | Лучшая операторская работа                             | «Фарго»           | Номинация |
| 2014 | Лучшая работа художника-постановщика                   | «Фарго»           | Победа    |
| 2014 | Лучший звук                                            | «Фарго»           | Номинация |
| 2014 | Лучшие визуальные эффекты                              | «Фарго»           | Номинация |

## Премия Screenwriters Choice Awards
Премия Screenwriters Choice Awards присуждается сценаристам в четырёх категориях: «Лучший оригинальный сценарий», «Лучший адаптированный сценарий», «Лучший комедийный телесериал», «Лучший драматический телесериал».
| Год  | Категория                       | Номинант(ы)                                  | Результат |
| ---- | ------------------------------- | -------------------------------------------- | --------- |
| 2015 | Лучший драматический телесериал | Ноа Хоули                                    | Номинация |
| 2016 | Лучший драматический телесериал | Стив Блэкман, Роберт Де Лаурентис, Ноа Хоули | Номинация |